# Przemków
Przemków è un comune urbano-rurale polacco del distretto di Polkowice, nel voivodato della Bassa Slesia.
Ricopre una superficie di 108,04 km² e nel 2005 contava 9 129 abitanti.